# جواو ريبيرو دي باروس
جواو ريبيرو دي باروس (بالبرتغالية: João Ribeiro de Barros‏) هو طيار برازيلي، ولد في 4 أبريل 1900 في جاوو في البرازيل، وتوفي بنفس المكان في 20 يوليو 1947.